# Amt Rehburg
Das Amt Rehburg war ein historisches Verwaltungsgebiet des Fürstentums Calenberg bzw. des Königreichs Hannover mit Sitz in Rehburg.

## Geschichte
Das Amt geht auf die vermutlich von den Welfen gegründete Burg Rehburg und ihr Zubehör zurück. Im Zuge der Verwaltungsreform von 1852 wurde der kleine Amtssprengel westlich des Steinhuder Meeres um den Gerichtsbezirk des Klosters Loccum mit den Ortschaften Loccum, Münchehagen und Wiedensahl vergrößert. 1859 wurde das Amt aufgehoben und in das Amt Stolzenau eingegliedert. Die Dörfer Mardorf und Schneeren kamen zum Amt Neustadt am Rübenberge.

## Gemeinden
Bei seiner Aufhebung (1859) umfasste das Amt folgende Gemeinden:
| - Bad Rehburg - Loccum - Mardorf - Münchehagen | - Rehburg - Schneeren - Wiedensahl - Winzlar |

- Karte mit allen verlinkten Seiten:
- OSM |
- WikiMap